# Ottaviano Targioni Tozzetti (medico e botanico)
Ottaviano Targioni Tozzetti (Firenze, 10 febbraio 1755 – Pisa, 6 maggio 1829) è stato un medico e botanico italiano, esponente di una illustre famiglia di scienziati, i cui vasti interessi e studi abbracciarono l'intero campo delle scienze naturali.

## Biografia

### Le origini e la prima formazione
Nato a Firenze il 10 febbraio 1755, figlio primogenito di Giovanni, illustre medico e scienziato, e di Maria Brigida Dandini, mostrò fin da piccolo particolare predisposizione allo studio della medicina e delle scienze naturali. Ricevuti i primi rudimenti dell'educazione nella casa paterna, fu in seguito allievo del Collegio Cicognini di Prato per poi divenire studente dell'Università di Pisa nel 1772 dove, seguendo le orme del padre, si laureò in medicina nel 1776.

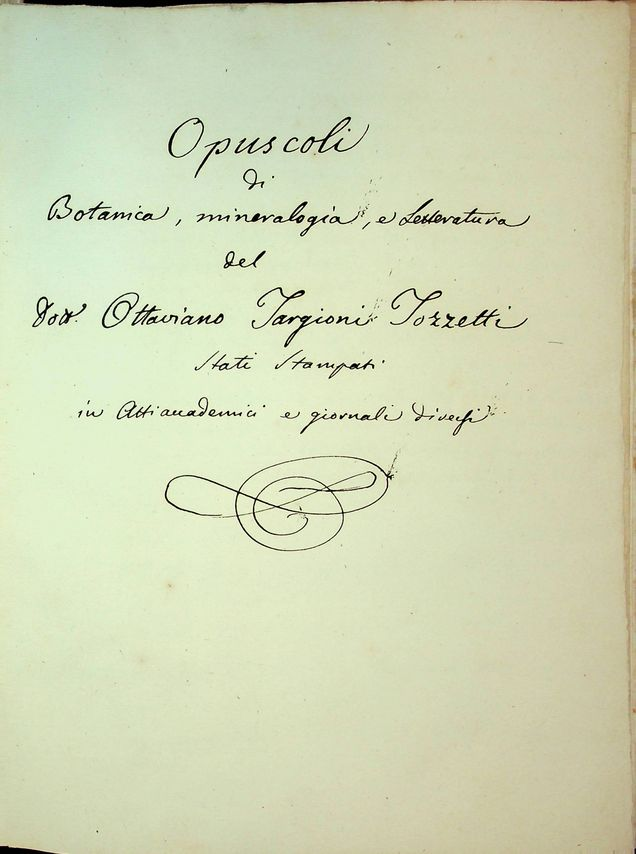
Frontespizio manoscritto associato ad alcuni opuscoli Ottaviano Targioni Tozzetti. Conservato presso la Biblioteca del Polo Scientifico di Sesto Fiorentino (Università degli Studi di Firenze).

Tornato a Firenze nel medesimo anno, iniziò il proprio praticantato presso l'Ospedale di Santa Maria Nuova ottenendo di lì a poco anche l'autorizzazione all'esercizio della professione medica. Divenuto allievo di Giovanni Lapi, allora lettore di botanica presso lo Studio Fiorentino e la scuola di farmacia del già citato ospedale, Ottaviano cominciò ad occuparsi dell'orto sperimentale del nosocomio fiorentino, potendo così concentrare il proprio ingegno anche nello studio delle scienze naturali, con particolare riguardo per la botanica.
Quegli anni d'intenso studio, che sotto la guida paterna si avvalsero dell'ausilio della fornitissima biblioteca e collezione scientifica familiare, gli consentirono di ampliare le proprie conoscenze nei più svariati settori delle scienze naturali, dalla botanica alla mineralogia, dalla zoologia all'anatomia comparata, senza trascurare il campo proprio di alcune discipline accessorie, come il disegno scientifico, la tassidermia e la meccanica.

### Gli anni della maturità
Morto il padre nel 1783, trovandosi in difficoltà finanziarie per la mancanza di un incarico lavorativo stabile e allo stesso tempo nella necessità di dover conservare sia l'archivio che la raccolta scientifica familiare, Ottaviano si risolse di scrivere una supplica al Granduca Pietro Leopoldo, ottenendo di subentrare al defunto genitore negli incarichi di professore di botanica presso lo Studio Fiorentino e di medico fiscale. Ricevuto anche l'incarico di soprintendente dell’Orto di Santa Maria Nuova, ben presto Ottaviano fu chiamato a sostituire il Lapi alla cattedra di botanica presente in questa istituzione, l'unica rimasta attiva a Firenze dopo la chiusura dello Studio. Qui ebbe come assistente il medico ferrarese Antonio Campana, con cui instaurò un lungo sodalizio scientifico e di cui sposò la sorella Vittoria, madre dei suoi due figli Antonio, insigne botanico, e Giovanni (1791-1863), funzionario e avvocato.
Con l'abolizione della cattedra di botanica all'Ospedale di Santa Maria Nuova nel 1793, Ottaviano assunse l'insegnamento della stessa disciplina presso l'orto sperimentale del Reale Museo di fisica e storia naturale, allora diretto da Attilio Zuccagni mentre dal 1802 ricoprì la cattedra di botanica presso l'Ateneo Pisano.
Socio dell'Accademia dei Georgofili dal 1783, dal 1799 fu provvisoriamente incaricato di svolgere lezioni di agricoltura presso l'orto agrario appartenente a questa istituzione e nel 1801, fuggito il direttore Andrea Zucchini (1745-1810) a causa dell'invasione napoleonica, ne assunse la direzione ad interim, assumendone poi la titolarità definitiva nel 1807.
Fautore dell'integrazione tra gli studi botanici e quelli legati ad altre branche del sapere scientifico, dalla farmacia all’agricoltura, dalla chimica allo sviluppo delle arti e dei mestieri, in questi anni di intenso insegnamento contribuì a formare una folta schiera di giovani e promettenti scienziati come Gaetano Savi, Giuseppe Raddi, Carlo Passerini (1793-1857) e Cosimo Ridolfi.
Di particolare rilievo fu la pubblicazione nel 1793 delle Istituzioni botaniche opera che, in linea con gli interessi di Ottaviano, mostra un approccio integrato alla materia e che, ottenuto un buon successo di pubblico, ebbe due successive edizioni (1802 e 1813). Degli anni 1802-1804 sono invece le Lezioni di agricoltura specialmente Toscana che raccolgono il contenuto delle lezioni tenute presso l'orto agrario e nelle quali si tratta in special modo la flora della Toscana.
Già nominato nel 1806 direttore dell'orto sperimentale annesso al Museo di storia naturale, nel 1807 fu incaricato anche di tenere lezioni di botanica presso i locali del Museo, da poco trasformati in liceo, e negli anni compresi tra il 1808 e il 1814 collaborò molto intensamente con le autorità francesi per le quali redasse diverse statistiche agrarie.
Nel 1809 diede alle stampe il Dizionario botanico italiano (con due successive edizioni nel 1825 e postuma nel 1858), un'opera frutto di lunghi anni di studio e raccolta di dati in cui si elencano i nomi volgari delle piante mettendoli in relazione con i rispettivi vocaboli scientifici in latino.

### Gli ultimi anni
Affermatasi nel 1814 la restaurazione del potere granducale, il Targioni Tozzetti, considerato troppo compromesso con il regime napoleonico, venne sospeso dall'insegnamento e sollevato da tutti i suoi incarichi, per poi essere reintegrato di lì a poco in tutte le sue funzioni grazie all'intervento del suo allievo Gaetano Savi presso il Granduca Ferdinando III.

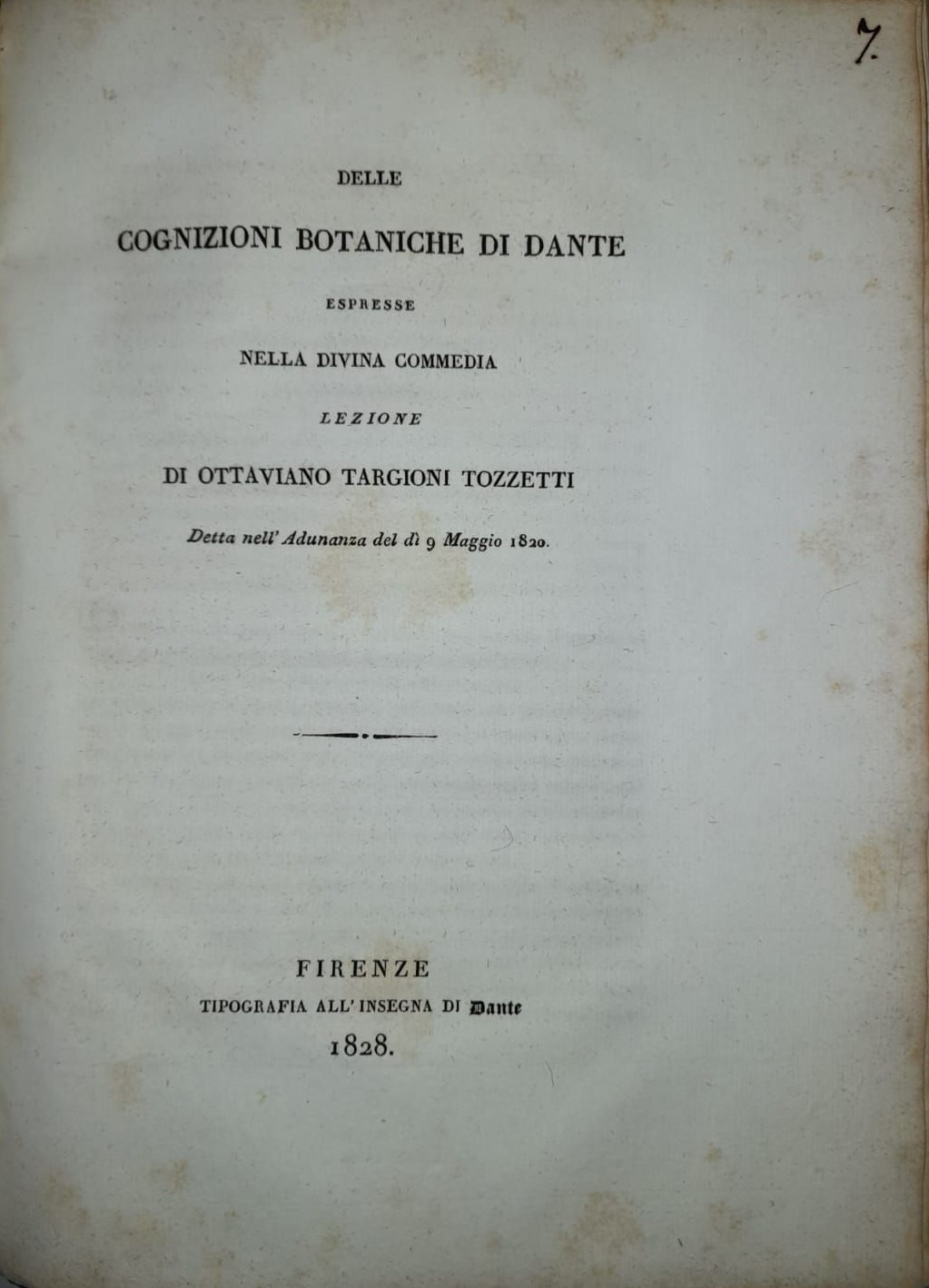
Frontespizio del testo Delle cognizioni Botaniche di Dante espresse nella Divina Commedia, Firenze, 1828. Conservato presso la Biblioteca del Polo Scientifico di Sesto Fiorentino (Università degli Studi di Firenze).

 Ripreso l'insegnamento nel 1815, si dedicò nuovamente anche alla cura dell'orto agrario (con l'aiuto del figlio Antonio a partire dal 1821) e al contempo continuò a praticare la professione medica almeno fino al 1826.
Dal 1819 socio dell'Accademia della Crusca, collaborò attivamente con questa istituzione alla stesura di alcune voci di carattere scientifico del Vocabolario e negli ultimi anni della sua vita, grazie al figlio Antonio, entrò in contatto anche con l'ambiente dell'Antologia, rivista fondata nel 1821 da Giovan Pietro Vieusseux, cui collaborarono molti intellettuali del tempo.
Dopo breve malattia, morì a Pisa il 6 maggio 1829 e fu sepolto nella Basilica di Santa Croce.
Personaggio dai molteplici interessi, Ottaviano Targioni Tozzetti fu anche appassionato studioso di mineralogia, come dimostra la corrispondenza intrattenuta con scienziati come Scipione Breislak, William Thomson, James Smithson e il notevole ampliamento della collezione lasciatagli in eredità dal padre.
Fu socio della Società Colombaria Fiorentina, dell'Accademia Etrusca di Cortona, dell’Accademia Nazionale delle Scienze detta dei XL, della Société Linnéenne de Paris e della Linnean Society of London.

## Libri, carte personali e raccolte scientifiche
La documentazione relativa ai Targioni Tozzetti (famiglia e in particolare i più noti Giovanni, Ottaviano, Antonio, Adolfo) risulta dispersa tra varie Istituzioni.
Nel 1904 l'Istituto di Studi Superiori di Firenze acquisì dagli eredi di Adolfo, nipote di Ottaviano, buona parte dei documenti di famiglia. Questi, a seguito di una serie di cambiamenti istituzionali, sono entrati a far parte del patrimonio della Biblioteca di Scienze dell'Università di Firenze, nella sede del Polo Scientifico.
Presso la sezione di zoologia "La Specola" del Museo di storia naturale di Firenze, si conservano 14 scatole di documenti delle famiglie Targioni Tozzetti e Dandini, parte del medesimo fondo oggi depositato presso la sede del Polo scientifico della Biblioteca di Scienze.
La Biblioteca Nazionale Centrale di Firenze ha acquisito tra il 1851 e il 1894 una parte delle carte dei Targioni Tozzetti, incluso il carteggio di Ottaviano.
Altra documentazione relativa ai Targioni Tozzetti è conservata presso il Museo Galileo di Firenze.
Tracce dell'attività di Ottaviano Targioni Tozzetti conserva infine l'Archivio storico dell'Accademia dei Georgofili, ente quest'ultimo di cui lo scienziato fu socio dal 1783.
Si conserva invece presso la sezione di mineralogia e litologia del Museo di storia naturale dell'Università di Firenze la collezione mineralogica di Giovanni Targioni Tozzetti, una raccolta di circa 9000 campioni tra rocce e minerali che, comprendente anche una sezione appartenuta a Pier Antonio Micheli, fu in parte ampliata da Ottaviano.
La sezione di botanica del Museo di storia naturale custodisce quello che oggi è denominato Erbario Micheli e Targioni Tozzetti, un'ingente raccolta di campioni essiccati di piante formata in origine dal Micheli ma poi arricchita e rimaneggiata da Giovanni, Ottaviano e Antonio Targioni Tozzetti, che andarono ad aggiungervi i loro reperti.

## Opere
Elenco di opere selezionate:
- Sulle cicerchie. Memoria letta nell'adunanza della Accademia dei Georgofili di Firenze il di' 3 agosto 1785. Accresciuta adesso di note e di copiose aggiunte, Firenze, nella stamperia sulla piazza de Pitti : per Luigi Carlieri in via de' Guicciardini, 1793.
- Istituzioni botaniche, Firenze, per Luigi Carlieri, 1793.
- Lezioni di agricoltura specialmente Toscana, Firenze, Tip. Piatti, 1802-1804.
- Istituzioni botaniche, 2ª ed., in Firenze, nella Stamperia Reale : vendesi da Guglielmo Piatti in Vacchereccia, 1802.
- (LA) Observationum botanicarum, Firenze, [s.n.], 1808-1810.
- Dizionario botanico italiano che comprende i nomi volgari italiani, specialmente toscani, e vernacoli delle piante raccolti da diversi autori, e dalla gente di campagna, col corrispondente latino linneano, in Firenze, presso Guglielmo Piatti, 1809.
- Istituzioni botaniche, 3ª ed., in Firenze, presso Guglielmo Piatti, 1813.
- Lezioni di materia medica, Firenze, presso Guglielmo Piatti, 1821.
- Minerali particolari dell'isola dell'Elba ritrovati e raccolti dal signor Giovanni Ammannati, Firenze, dai torchi di Attilio Tofani, 1825.
- (LA) Catalogus vegetabilium marinorum musei sui opus posthumum ad secundam partem Novorum generum plantarum celeberrimi Petri Antonii Micheli, Firenze, Tip. Tofani, 1826.
- Delle cognizioni Botaniche di Dante espresse nella Divina Commedia, Firenze, Tipografia all'insegna di Dante, 1828.

### Esplicative
1. ↑  «Giovanetto addimostrò tanta perspicacia nello studio, che il padre comecchè dottissimo in ogni maniera di buone discipline, e principalmente nella medicina, e nella scienza delle cose naturali, pensò di farlo a sé successore anche in queste, e lo mandò all'Università di Pisa, perché colà desse opera allo studio delle medesime.». In Bertoloni 1837, p. I
2. ↑  «Mancava all'Italia un vocabolario de' nomi volgari delle piante, ed era mestieri raccogliere questi nomi non dai libri, ove per la maggior parte non erano, ma dalle persone stesse, che adoperavano, o distinguevano le piante, e particolarmente dagli abitatori delle campagne. Ed ecco il Targioni tutto intento a raccogliere vocaboli da ogni angolo di Firenze, e del suo territorio, e se questa fosse opera laboriosa, ben sel vede, chi ne considera l'importanza, e l'estensione.». In Bertoloni 1837, pp. IV-V
3. ↑  Archivi della Biblioteca di Scienze dell'Università di Firenze
4. ↑  Targioni Tozzetti, Ottaviano (Firenze 1755 - Pisa 1826) su  Chartae: I fondi archivistici dell'Ateneo Fiorentino, su archivi.unifi.it. URL consultato il 30 dicembre 2021.
5. ↑  Museo di Storia Naturale, La Specola. Firenze
6. ↑  Fondo Targioni Tozzetti. Biblioteca Nazionale Centrale di Firenze
7. ↑  Archivio del Reale Museo di fisica e storia naturale di Firenze
8. ↑  Archivio storico dell'Accademia dei Georgofili (1753-1911). Firenze
9. ↑  Museo di Storia Naturale di Firenze. Sezione di mineralogia e litologia
10. ↑  «[Ottaviano Targioni Tozzetti] amante della mineralogia e delle altre scienze naturali, si occupò e spese nell'ampliare il museo di mineralogia e di ossa fossili che suo padre aveva fatto col riunire ciò che raccolse nei suoi viaggi per la Toscana, con oggetti che aveva comprati dagli eredi del Micheli, insieme con l'Erbario e manoscritti di questo grande uomo.». In Capponi 1829, p. 176
11. ↑  Museo di Storia Naturale di Firenze. Sezione di botanica
12. ↑  «[Ottaviano Targioni Tozzetti] ampliò parimente l'erbario suddetto del Micheli, riunendovi le piante secche del suo padre Giovanni, e quelle da lui stesso raccolte, sistemandolo in modo che potesse essere conservato con tutta la diligenza.». In Capponi 1829, p. 176

### Bibliografiche
1. 1 2 3 4 5 6 7 8  Vergari 2019.
2. ↑  Capponi 1829, p. 175.
3. 1 2  Bertoloni 1837, p. I.
4. ↑  Bertoloni 1837, pp. I-II.
5. ↑  Vergari 2006, p. 22.
6. ↑  Bertoloni 1837, p. II.
7. ↑  Bertoloni 1837, pp. II-III.
8. ↑  Bertoloni 1837, p. III.
9. ↑  Vergari 2002, pp. 95-96.
10. ↑  Vergari 2006, p. 23.
11. ↑  Bibliographia botanica Targioniana 1874, pp. 14-15.
12. ↑  Vergari 2002, pp. 94-95.
13. 1 2  Bibliographia botanica Targioniana 1874, p. 15.
14. ↑  Vergari 2002, p. 94.
15. ↑  Vergari 2002, p. 96.
16. ↑  Vergari 2006, p. 26.
17. ↑  Bertoloni 1837, pp. IV-V.
18. ↑  Bigliazzi 2006, p. 57.
19. ↑  Vergari 2017, p. 25.
20. ↑  Bertoloni 1837, p. VI.
21. ↑  Vergari 2006, p. 29.
22. ↑  Poggesi 2006, pp. 83-84.
23. ↑  Vergari 2002, pp. 91-92.
24. ↑  Cipriani, Scarpellini 2007, pp. 8-14.
25. ↑  Cipriani 2007, pp. 41-49.
26. ↑  Scarpellini 2012, p. 31.
27. ↑  Nepi 2009, pp. 85-93.
28. ↑  Jarvis 2009, pp. 100-102.